# 7672 Гокінг
7672 Гокінг (7672 Hawking) — астероїд головного поясу, відкритий 24 жовтня 1995 року.
Тіссеранів параметр щодо Юпітера — 3,613.
Астероїд названо на честь британського фізика-теоретика Стівена Гокінга (англ. Stephen William Hawking; нар. 1942).